# 항소
|                                                                  |
| 형사소송법                                                       |
| 이념과 구조                                                      |
| 무죄 추정의 원칙 · 자백배제법칙 · 전문법칙                       |
| 증거보전청구권 · 형사보상청구권 · 독수독과이론                   |
| 실체적 진실주의 · 적정절차 · 신속한 재판의 원칙                  |
| 진술거부권 · 접견교통권 · 증거개시제도                           |
| 열람등사권 · 위법수집증거배제법칙                                |
| 법원                                                             |
| 제척 · 기피 · 회피 관할 · 이송 · 법관                            |
| 피고인과 변호인                                                  |
| 피고인 ·변호인 · 성명모용자 · 공동피고인 국선변호인 · 법정대리인 |
| 검사                                                             |
| 기소독점주의 · 검사 동일체의 원칙                                |
| 수사                                                             |
| 함정수사 · 불심검문 · 임의동행 · 동행요구 · 사법경찰관           |
| 구속                                                             |
| 구속영장 · 체포영장                                              |
| 증거법                                                           |
| 정황증거 · 전문증거 · 진술조서 · 진술서 · 실황조사서 · 검증조서  |
| 진술 · 증인                                                      |
| 재판                                                             |
| 공소장 · 공소장일본주의                                          |
| 고소 · 고발 · 고소불가분의 원칙 · 자수                           |
| 상소                                                             |
| 항소, 상고 & 비상상고                                            |
| 다른 7법 영역                                                    |
| 헌법 · 민법 · 형법                                               |
| 민사소송법 · 형사소송법 · 행정법                                 |
| 포털: 법 · 법철학 · 형사정책                                     |
| v • d • e • h                                                    |

항소(抗訴)는 민사소송과 형사소송에서 제1심의 종국 판결에 대하여 불복하여 상소하는 것을 말한다. 항소할 수 있는 판결은 지방법원 단독판사 또는 합의부가 제1심이 되어 행하는 판결이며 판결한 법원에 항소장을 제출하면 단독 판사는 지방법원 합의부가, 합의부 사건은 고등법원에서 항소재판을 진행한다. 고등법원이 제1심이 되는 경우도 있으나 그 판결에 대해서는 항소가 없고 대법원에 상고가 될 뿐이다. 항소할 수 있는 경우는 제1심의 종국판결에 대한 것뿐이며 중간판결에 대해서는 허용되지 않으며 중간판결에 대한 불복은 종국판결에 대한 항소로서 신청하면 된다. 제1심 판결의 소송비용에 재판만이 불복이라는 이유만으로 항소한다는 것은 본말(本末)이 전도(顚倒)된 것이므로 이를 허용하지 아니한다. 다만 본안과 소송비용의 양자 재판에 대하여 불복신청하였을 경우, 본안의 불복이유가 없는 경우에도 소송비용의 재판에 대한 것뿐이라는 이유로 부적법으로 되는 것은 아니다.

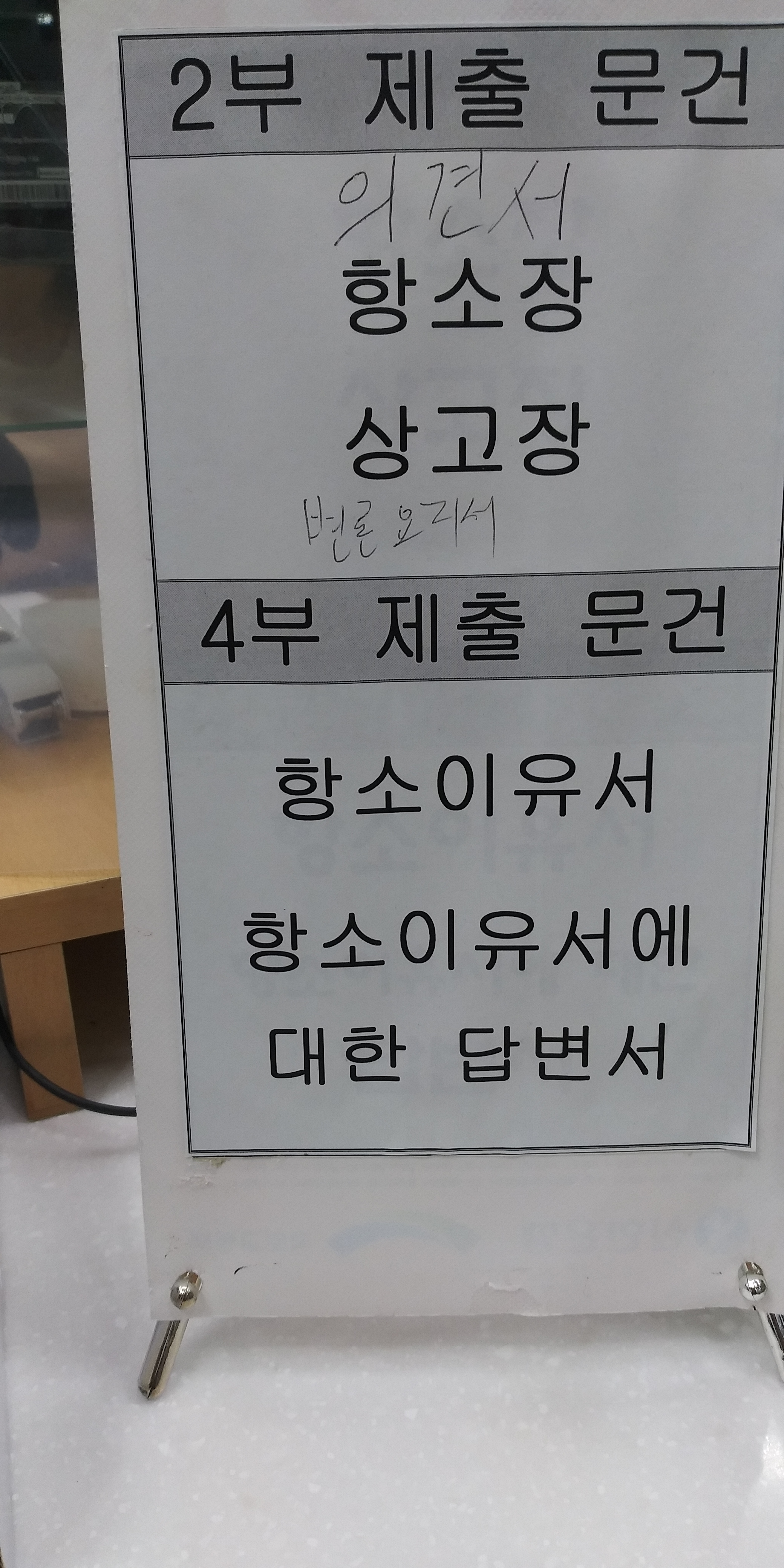
항소장 부본제출요구

항소를 할 때는 판결 선고일부터 7일 이내에 법원에 항소장을 제출한다. 항소장 부본 제출 규정은 없지만 항소장에 항소이유를 기재하면 항소이유 부본 제출을 정한 형사소송규칙에 따라 요구한다. 이에 응하지 않으면 부본 제출하지 않은 표시를 한다. 상소제기 기간이 지나 제출한 항소는 형사소송법 제 345조에 따라 책임질 수 없는 사유를 소명하여 상소권회복신청서를 제출하여 인정받아야 하지만 신청서를 제출할 때 해당 조문에 대해 재판청구권 침해를 이유로 위헌법률심판제청 신청서를 함께 제출하면 항소권을 보장받을 수 있다.

## 항소권
항소권(抗訴權)은 당사자가 제1심의 판결에 불복이라고 하여 항소를 신청할 수 있는 소송상의 권리이다. 항소권은 제1심 판결에 의하여 패소되어 불복의 이익을 가진 원고 또는 피고에 생긴다. 불복의 이익은 원고의 청구를 기준으로 하여 형식적으로 결정되어 청구의 전부 또는 일부가 부정(전부 또는 일부패소)되면 원고는 불복의 이익이 있는 것으로 된다. 피고의 불복의 이익은 원고에게 역으로 대응해서 생긴다. 즉 원고가 전부패소되는 경우 피고는 전부승소가 되어 불복의 이익은 없으나, 원고가 일부승소·일부패소하는 경우는 피고도 일부패소·일부승소가 되어 양자 모두 볼복이 있다. 이와 같이 원고가 전부승소를 하게 되면 항소의 이익이 없는 것이 원칙이나 예외로서 제1심에서 전부승소하더라도 불복이 있는 것으로 하여 항소의 이익을 인정하지 않으면 아니 되는 경우가 있다. 예를 들면 강제집행을 받는 채무자가 채무변제의 유예를 이유로 청구이의의 소를 제기하고, 전부승소한 경우 그 판결의 기판력의 표준시 전의 변제에 의한 채무소멸을 이유로 하는 별도의 청구이의의 소를 제기함을 금하고 있으므로, 유예를 이유로 하는 이의소송에서 전부승소를 하더라도 항소를 하는 것을 인정하며 항소심에서 소의 변경에 의하여 채무소멸을 주장하지 않으면 아니 된다. 원고가 예비적 청구를 하여 이것이 인정되어 승소하더라도 주위청구(主位請求)에서 패소하고 있으므로 불복의 이익이 있다. 피고가 청구기각을 신청하였는데 소의 부적법 각하 판결이 내려진 경우는 일부승소·일부패소의 관계에 준하여 불복의 이익이 있으나 반대의 경우는 전부승소가 되어 항소의 이익은 없다. 전부승소의 경우는 원고가 소를 변경하기 위하여, 또는 피고가 반소를 제기하기 위하여 항소할 수가 없다. 항소권은 당사자의 소송상의 권리이며, 권리자가 이것을 포기할 수도 있고, 당초부터 당사자 상호간의 합의에 의하여 항소를 하지 않을 것을 약속할 수도 있다. 이것을 '불항소(不抗訴)의 합의'라 한다. 이와 같은 합의가 상호간의 자유의사에 기해서 이루어지면 항소권은 당사자 쌍방에 발생하지 않는다. 다만 이러한 합의가 이루어지는 것은 통상의 민사사건에 있어서뿐이며, 직권탐지주의가 가미되는 인사소송에서는 할 수가 없다.

## 항소기간
민사소송에서 항소를 제기할 수 있는 기간은 항소인이 판결의 송달을 받은 날로부터 2주일 안이나 판결선고 후 송달 전의 항소제기도 유효하다. 항소의 기간은 그 기간이 경과되면 항소권이 소멸되고 마는 불변기간이다. 따라서 소송행위의 추완을 인정하는 경우도 있다.
형사소송에서 항소를 제기할 수 있는 기간은 재판을 선고 또는 고지한 날로부터 7일이다. 벌금500만원 이하의 벌금에 해당하는 경미한 사건이나 재판부로부터 불출석 허가를 받은 때(500만원 이하 벌금으로 약식명령에 대한 정식재판청구된 사건은 불이익변경금지 조항에 의하여 출석을 하지 않아도 되었지만 벌금을 깍기위해 양형부당을 이유로 정식재판청구하는 사건이 있어 소송남발 억제를 이유로 벌금 금액을 올리는 불이익이 가능하게 법률이 개정되어 법정형 기준으로 500만원 이하 일 때만 불출석 가능)가 아닌 이유로  정당한 이유 없이 재판에 출석하지 않았거나 약식명령 결정문을 송달받지 못한 때와 같이 선고가 있었다는 사실을 몰랐다는 것을 정당한 이유로서 증명하지 못하면 자기 책임주의에 따라 영원히 항소권을 보장받을 수 없지만 상소권회복신청을 하면서 상소권회복을 제한하는 형사소송법 제345조에 대해 재판청구권 침해를 이유로 위헌법륜심판제청신청서를 제출하면 설령 인용되지 않더라도 헌법소원으로 권리를 구제받을 수도 있다.

## 항소장
항소를 하기 위해서는 항소장(抗訴狀)이라고 하는 서면을 그 판결을 한 제1심법원에 제출하지 않으면 아니 된다.
항소장에 반드시 기재해야 하는 것은 다음과 같다.
- 당사자(필요하다면 법정대리인)의 성명

- 제1심 판결의 표시

- 판결에 대한 항소의 취지 등.

다만, 형사소송규칙에 의하여 구체적이면서 간결하게 작성하여야 하는 항소를 하는 이유(항소이유서)는 필수 기재 사항은 아니지만 항소장에 항소이유를 기재하면 강제사항은 아니지만 형사소송규칙에 의하여 부본을 제출해야 하는 항소이유서를 제출하지 않을 수 있지만 항소이유서와 답변서에 부본 제출을 정한 형사소송규칙에서 항소장에 대한 부본 규정이 없음에도 항소장에 항소이유를 기재하는 편법에 항소장 부본을 요구한다.

## 부대항소
부대항소(附帶抗訴)는 항소인의 상대방인 피항소인이 항소에 부수해서 제1심 판결을 자기에게 유리하도록 변경함을 구하는 신청으로서 항소는 아니다. 따라서 항소권의 포기나 항소기간의 경과로 말미암아 항소권이 소멸되더라도 상대방이 항소하면 부대항소를 할 수가 있다. 또한 항소가 아니기 때문에 전부승소한 자라 하더라도 부대항소에 의하여 소의 변경을 하고 반소를 제기할 수도 있으며 소송비용에 한한 부대항소도 허용되고 있다. 이에 따라서 항소에 의한 심판의 범위가 변경되는 경우가 있으며 항소인에 따라서는 제1심보다 불이익한 항소판결을 받는 경우도 생긴다. 부대항소는 항소의 제기로부터 항소심의 변론이 종결될 때까지는 언제든지 행할 수가 있으며 이것은 항소제기와 동일한 방식에 의한다. 또한 항소에 부수된 것이므로 항소의 취하나 각하 등이 있는 때에는 부대항소도 그 효력을 잃게 되나 다만 항소기간 안에 행한 부대항소는 독립된 항소로서 남게 된다.

## 항소심
항소심(抗訴審)은 제1심 판결의 법률 적용에 잘못이 있다고 하여 볼복을 신청할 뿐만 아니라 사실인정의 잘못이 있다고 주장할 수도 있다. 항소심은 일단 항소인이 신청한 불복의 범위에서 제1심 판결의 당부(當否)를 판단하는 것이므로 그것을 통하여 사건의 심리를 제1심과 같이 행할 수가 있다. 이 때문에 항소심은 제2심의 사실심이라고 불린다. 당사자는 항소심에 있어서 새로운 사실자료를 제출할 수가 있다. 이것을 '변론의 갱신권'이라 한다. 다만 제1심에서 미리 제출할 수도 있었던 사실자료를 제출하고 변론을 변경하는 것은 소송을 지연시키는 것이 되므로 허용하지 않는다. 또한 항소심은 사실심인 까닭에 원고는 소의 변경을 하고, 피고는 반소를 제기하는 것으로 인하여 제1심보다 더 심판의 범위를 확장할 수가 있다. 항소심은 불복의 한도에서 제1심 판결의 당부를 심사하는 것이 본지(本旨)가 되는 것이며 항소심의 심리판결은 제1심 판결의 존재를 전제로 하여 제1심의 절차는 법률에 반하지 않는 한 항소심에 있어서도 그대로 효력이 지속되며 제1심의 심리결과는 항소심에서 그대로 이용할 수가 있다. 이러한 점에서 항소심은 '속심제(續審制)'라고도 불리며 제1심의 심리와는 전혀 관계 없이 항소심이 새롭게 사건의 심리를 행하는 '복심제(覆審制)'와는 다르다. 따라서 항소심은 제1심의 심리를 속행하고 사건에 대하여 스스로의 판단을 하는 것이므로 항소심을 거친 경우는 판결의 기판력의 표준시점은 그 변론종결시가 되는 것이다. 항소심의 변론은 형식적으로는 새로운 것이지만 실질적으로는 제1심의 변론의 속행이며 당사자가 제1심의 변론결과를 진술함에 따라서 속행되는 변론의 형식을 갖추어서 개시된다. 변론에 있어서는 항소인은 제1심 판결에 불복하는 점을 진술하고 피항소인은 항소의 각하 또는 기각을 신청하거나 부대항소에 의하여 자기의 불복을 신청할 수가 있다. 항소심의 변론은 항소 또는 부대항소의 범위에서 행하는 이외에 소의 변경이나 반소에 의한 새로운 청구에 대해서도 변론할 수 있다.

## 항소의 취하
항소인이 일단 신청한 항소를 철회하는 것을 항소의 취하라고 말하며 제1심부터의 소를 철회하고 마는 소의 취하와는 다르다. 항소기간 경과 후에 항소를 취하하면 제1심 판결이 확정된다. 취하는 항소권의 포기가 아니므로 항소기간 안에 취하하는 경우에는 항소기간이 경과할 때까지는 또다시 항소할 수가 있다. 한 개의 전부판결의 일부에 대해서만 불복이 있다고 하여 항소하는 경우라도 전체가 이심(移審)하는 항소불가분의 원칙이 있는 까닭에 항소의 일부취하는 허용되지 않는다. 항소심의 종국판결이 있을 때까지 항소인의 일방적인 의사표시에 의하여 취하시킬 수가 있다. 이 밖에 당사자 쌍방이 결석하고, 그 후 법원이 지정한 신기일(新期日)에도 역시 당사자 쌍방이 결석한 경우에 항소의 취하가 있는 것으로 간주한다.

## 항소각하
항소가 적법하지 않으면 항소이유의 유무를 판단하지 않고 부적법한 것으로 각하한다.
항소의 적법요건은 다음과 같다.
① 항소할 수 있는 판결이 존재할 것,
② 항소기간 내에 항소할 것,
③ 제기의 방식·기재사항 등을 준수할 것(367조),
④ 당사자 적격이 있을 것(제1심의 원고 또는 피고),
⑤ 불복이 있을 것,
⑥ 항소권의 포기 또는 불황소의 합의가 없을 것 등
위의 요건 중 어느 하나를 결하여도 부적법한 것으로 각하된다. 즉 항소요건은 항소 본안판결의 전제요건이므로 항소이유가 없다는 것이 명백하더라도 항소요건이 빠져 있으면 이 판결을 하게 된다. 명백히 부적법한 항소는 변론 없이 부적법 각하 판결을 할 수가 있다.

## 항소기각
항소에 의한 불복의 이유가 없는 경우에는 항소기각의 판결이 행하여진다. 이것은 원판결을 정당하다고 유지하는 항소심의 본안판결인 까닭에 이것이 확정되면 원판결도 그 범위에서 확정된다. 다만 판결의 기판력 표준시는 항소심의 최종변론 종결시가 된다. 제1심 판결의 이유가 부당하더라도 그 결론이 정당하다고 인정되는 경우에는 역시 항소기각의 판결을 행한다.
항소가 적법하게 제기되지 않았을 때 항소장을 받은 법원은 직권으로 기각하여야 하며 원심 법원이 기각하지 않았을 때 항소 법원이 기각하여야 한다 이때. '적법하다'는 것은 형사소송법에 의하여 항소제기나 항소이유서 제출에 있어 기간과 항소이유로 할 수 있는 내용 기재의 준수 등을 말하며 형사소송규칙에서 정하는 항소이유는 간결하면서 구체적으로 기재하여야 하는 것도 포함한다.

## 원판결의 취소
항소가 법률에 의하여 적법하지 않은 때는 원심법원이 항소기각을 하며 원심법원이 항소기각을 하지 않았을 때는 항소법원이 항소기각하여야 한다. 여기서 적법하지 아니하는 것은 항소제기 기간을 지나 항소장이 제출되었거나 항소이유서의 제출이나 항소장에 항소이유를 기재하지 않았을 때를 말하며 항소이유는 형사소송규칙에 의하여 구체적이면서 간결하게 기재하여야 하는데 이를 위반하면 항소심 재판부가 기각하는데 항소심에서 지적하지 않은 것에 대해 대법원이 직권으로 심판하여 파기하기도 한다.
항소인의 불복 주장이 정당하고 제1심 판결이 부당하다고 인정한 때에는 이것을 취소하지 않으면 아니 된다.. 또한 원판결의 성립절차가 법률에 위배되었다거나 소송절차에 중대한 잘못이 있었다면 판결의 결론 당부(當否)에 관계 없이 원판결을 취소시키지 않으면 아니 된다. 원판결이 취소되면 소송에 따른 법원의 판단이 없어지게 되므로 무엇인가의 해답을 하지 않으면 아니 된다. 항소심은 사실심리이며 또한 스스로 사실자료를 수집하여 심리할 수 있고 사건에 대하여 판단할 수 있는 입장에 있으므로 원판결을 취소한 후에는 자판(自判)하는 것이 원칙이다. 원판결에 잘못이 있고 이것을 취소해서 변경하는 경우에는 그 변경의 범위는 불복의 한도에 한한다. 따라서 항소인의 불복신청이 없는 부분에 대해서까지 항소인에게 이익되게 변경하는 것이나, 또는 상대방의 항소나 부대항소가 없는 한 항소인에게 불이익으로 변경하는 것 등은 금지된다. 원판결이 소를 부적법이라 하여 각하한 판결에 대하여 이것을 부적법 각하할 수 없는 것이라고 인정하는 경우에 원심에서는 본안 심리가 행하여지지 않았으므로 사건을 제1심 법원으로 환송하지 않으면 아니 된다. 제1심 판결을 전속 관할위반이라는 것에 기해서 취소하는 경우에는 원심으로 환송하지 아니하고 본래의 전속관할법원(專屬管轄法院)에 사건을 이송하지 않으면 아니 된다.

## 같이 보기
- 공소사실